# José Joana André
José Joana André (* 11. Februar 1963 in Soyo, Provinz Zaire) ist ein angolanischer Wirtschaftsmanager und Politiker der Movimento Popular de Libertação de Angola (MPLA).

## Leben
José Joana André absolvierte ein Studium im Fach Bauingenieurwesen und schloss dieses mit einem Magister (Mestre em Engenharia Cívil) ab. Danach war er als Bauingenieur tätig und fungierte zwischen 1994 und 2000 als Leiter einer Abteilung im Ministerium für öffentliche Arbeiten, in dem er im Anschluss von 2000 bis 2010 Nationaler Direktor für öffentliche Infrastruktur war. Zugleich fungierte er zwischen 2001 und 2010 als Koordinator des Technischen Exekutivbüros für Projekte. Er bekleidete von 2007 bis 2012 das Amt als Vize-Minister für Bauwesen und öffentliche Arbeiten (Vice-Ministro da Construção e Obras Públicas) in den Kabinetten der Premierminister Fernando da Piedade Dias dos Santos (2007 bis 2008) und António Paulo Kassoma (2008 bis 2010) sowie in der Präsidialregierung von Staatspräsident José Eduardo dos Santos (2010 bis 2012). Zugleich war er zwischen 2010 und 2012 Staatssekretär für Bauwesen (Secretário de Estado da Construção).
2010 wurde José Joana André Gouverneur der Provinz Zaire und hatte dieses Amt acht Jahre lang bis 2018 inne. Zugleich hatte er in Personalunion von 2010 bis 2018 die Funktion als Erster Sekretär des MPLA-Komitees der Provinz Zaire inne. Am 12. Oktober 2018 rückte er für die Movimento Popular de Libertação de Angola (MPLA) im Wahlkreis der Provinz Zaire als Mitglied der Nationalversammlung (Assembleia Nacional) nach. In dieser ist er Mitglied der 5. Parlamentskommission (5ª Comissão: Economia e Finanças), die für Wirtschaft und Finanzen zuständig ist. Er ist ferner Mitglied des Zentralkomitees der MPLA.